# 2647 Sova
2647 Sova је астероид главног астероидног појаса чија средња удаљеност од Сунца износи 2,243 астрономских јединица (АЈ).
Апсолутна магнитуда астероида је 12,5.